# Vít Olmer

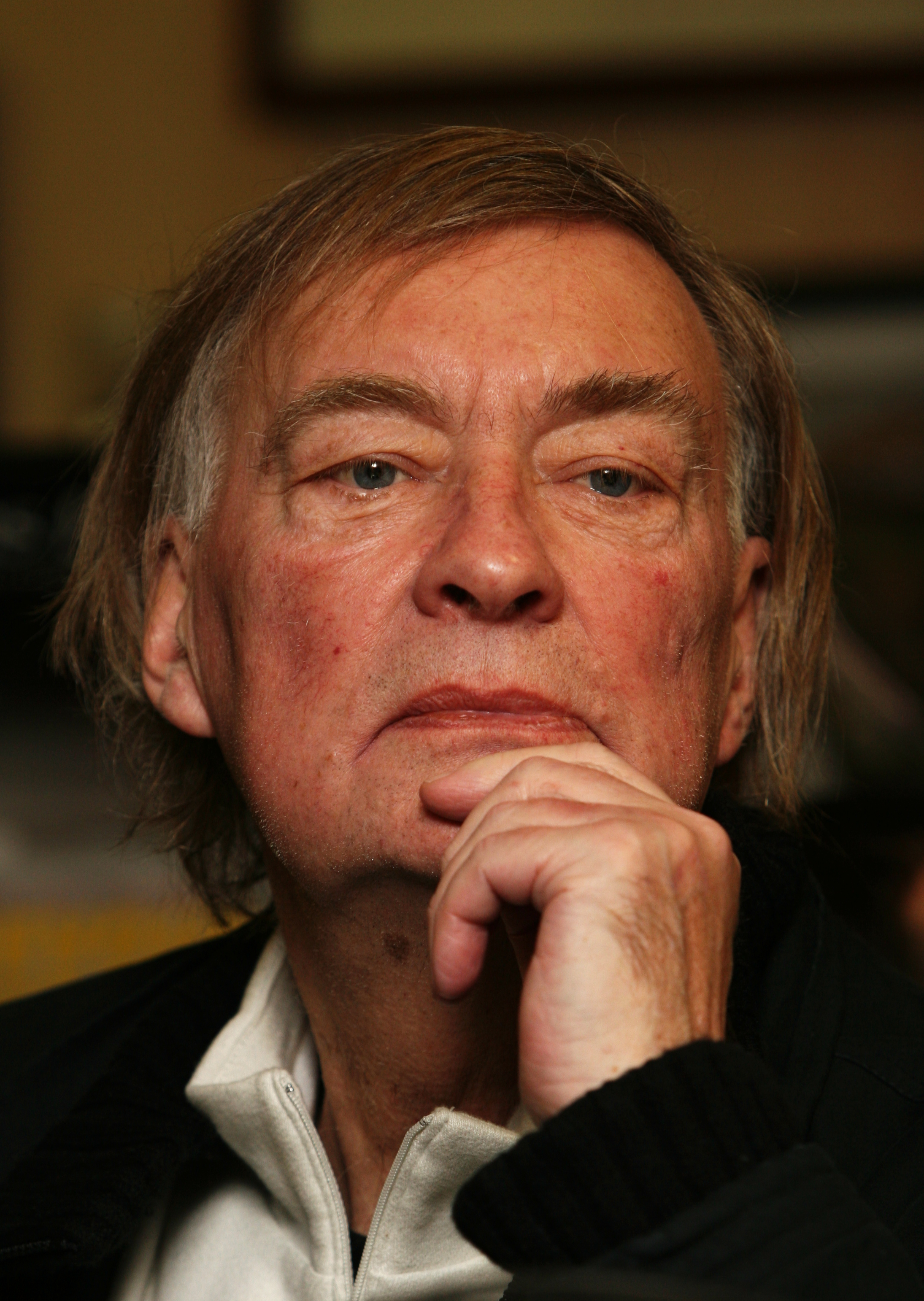
Vít Olmer (2007)

Vít Olmer (* 19. Juni 1942 in Prag) ist ein tschechischer Schauspieler, Filmregisseur und Drehbuchautor.

## Biografie
Vít Olmers Mutter starb, als er acht Jahre alt war. Bis zu seinem Studium an der Theaterfakultät der Akademie der Musischen Künste in Prag (DAMU) lebte er mit seinem Vater alleine in Prag. Sein Studium schloss er 1964 ab, doch bereits zuvor spielte er am Theater und debütierte 1961 in dem von Václav Krška inszenierten Drama Junge Liebe als Filmschauspieler auf der Leinwand. Anschließend begann er ein Regiestudium an der FAMU (Film- und Fernsehfakultät der Akademie der Musischen Künste), welches er 1966 mit seinem Diplomfilm Houslista abschloss. Bis Mitte der 1980er Jahre war Olmer noch vermehrt als Schauspieler unterwegs. Seitdem schrieb und inszenierte er fast ausschließlich nur noch Spielfilme wie Der Boss kennt auch den Staatsanwalt, Das reinste Drama und Unser tschechisches Liedchen.
Olmer ist zum zweiten Mal verheiratet. Er hatte zwei Söhne aus erster Ehe, von denen einer verstarb. Mit seiner zweiten Ehefrau, der Kostümbildnerin und Schauspielerin Simona Chytrová, hat er einen gemeinsamen Sohn.

## Filmografie (Auswahl)
Schauspiel
- 1961: Junge Liebe (Osení)
- 1962: Der Mann aus dem 1. Jahrhundert (Muž z prvního století)
- 1962: Die Teufelsfalle (Ďáblova past)
- 1963: Goldener Farn (Zlaté kapradí)
- 1964: Nachmittags im Park (Vysoká zed)
- 1965: Es lebe die Republik (Ať žije republika)
- 1965: Mord vor der Kamera (Pět miliónů svědků)
- 1966: Das Phantom von Morrisville (Fantom Morrisvillu)
- 1966: Pfeifen, Betten, Turteltauben (Dýmky)
- 1968: Verlobung auf der Durchreise (Jarní vody)
- 1969: Die Brücke von Remagen (The Bridge at Remagen)
- 1976: Die Herren Buben (Páni kluci)
- 1976: Ein Mädchen zum Erschlagen (Holka na zabití)
- 1978: Die Jungfrau und das Ungeheuer (Panna a netvor)
- 1979: Aktion Kugelblitz (Kulový blesk)
- 1979–1981: Die Märchenbraut (Arabela, Fernsehserie)
- 1981: Der Autovampir (Upír z Feratu)
- 1981: Rübezahl und die Skiläufer (Krakonoš a lyžníci)
- 1982: Ferien in der Steinzeit (Mrkáček Čiko)
- 1982: Wie die Hasen (Jako zajíci)
- 1982: Der Mann von der Cap Arcona
- 1983: Lieder meines Lebens (Gmadlobt Ratili)

Regie & Drehbuch
- 1966: Houslista
- 1976: Die Herren Buben (Páni kluci)
- 1981: Unser Torwart spielt Klavier (Sonáta pro zrzku)
- 1984: Schach dem Residenten (Druhý tah pešcem)
- 1986: Antonys Chance (Antonyho šance)
- 1986: Wie Gift (Jako jed)
- 1987: Der Boss kennt auch den Staatsanwalt (Bony a Klid)
- 1988: Das reinste Drama (Dámská jízda)
- 1990: Unser tschechisches Liedchen (Ta naše písnička česká II.)